# Grays Prairie
Grays Prairie è un centro abitato degli Stati Uniti d'America situato nella contea di Kaufman dello Stato del Texas.
La popolazione era di 337 persone al censimento del 2010.

## Geografia fisica
Grays Prairie è situata a 32°28′14″N 96°21′04″W (32.470592, -96.351171).
Secondo lo United States Census Bureau, ha un'area totale di 1,3 miglia quadrate (3,4 km²).

## Società

### Evoluzione demografica
Secondo il censimento del 2000, c'erano 296 persone, 98 nuclei familiari e 87 famiglie residenti nella città. La densità di popolazione era di 235,5 persone per miglio quadrato (90,7/km²). C'erano 103 unità abitative a una densità media di 81,9 per miglio quadrato (31,6/km²). La composizione etnica della città era formata dal 92,23% di bianchi, il 2,03% di afroamericani, lo 0,68% di nativi americani, il 3,38% di altre razze, e l'1,69% di due o più etnie. Ispanici o latinos di qualunque razza erano il 7,43% della popolazione.
C'erano 98 nuclei familiari di cui il 45,9% aveva figli di età inferiore ai 18 anni, il 73,5% aveva coppie sposate conviventi, il 10,2% aveva un capofamiglia femmina senza marito, e l'11,2% erano non-famiglie. Il 5,1% di tutti i nuclei familiari erano individuali e il 3,1% aveva componenti con un'età di 65 anni o più che vivevano da soli. Il numero di componenti medio di un nucleo familiare era di 3,02 e quello di una famiglia era di 3,17.
La popolazione era composta dal 28,7% di persone sotto i 18 anni, il 9,8% di persone dai 18 ai 24 anni, il 30,4% di persone dai 25 ai 44 anni, il 22,3% di persone dai 45 ai 64 anni, e l'8,8% di persone di 65 anni o più. L'età media era di 35 anni. Per ogni 100 femmine c'erano 105,6 maschi. Per ogni 100 femmine dai 18 anni in giù, c'erano 102,9 maschi.
Il reddito medio di un nucleo familiare era di 43.864 dollari e quello di una famiglia era di 44.722 dollari. I maschi avevano un reddito medio di 36.000 dollari contro i 31.667 dollari delle femmine. Il reddito pro capite era di 17.529 dollari. Nessuna delle famiglie e l'1,5% della popolazione vivevano sotto la soglia di povertà, incluso l'8,3% di persone sopra i 64 anni.